# Trashing
Il trashing (detto anche information diving) è la pratica di risalire ad informazioni riservate attraverso il setacciamento dei rifiuti della vittima, come resoconti, bollette, corrispondenza.
Ad esempio il truffatore può risalire ai dati di un titolare di carta di credito mediante gli scontrini di acquisto o gli estratti conto emessi durante i prelievi al Bancomat.
Dal ritrovamento di scatole di medicinali nella pattumiera si può risalire o, quantomeno, intuire il tipo di malattia da cui la vittima è affetta.
Nella sicurezza informatica il trashing è una delle tecniche utilizzate da hacker e cracker per reperire informazioni da utilizzare negli attacchi informatici.
La distruzione certificata dei documenti rappresenta oggi una soluzione robusta al trashing.